# Tetrasida chachapoyensis
Tetrasida chachapoyensis är en malvaväxtart som först beskrevs av Baker f., och fick sitt nu gällande namn av P.A. Fryxell och J. Fuertes. Tetrasida chachapoyensis ingår i släktet Tetrasida och familjen malvaväxter. Inga underarter finns listade i Catalogue of Life.